# Ziad Doueiri
Ziad Doueiri (árabe: زياد دويري‎; 1963) é um cineasta e diretor de fotografia libanês. Tornou-se conhecido pela direção nas obras premiadas À l'abri les enfants (1998) e L'insulte (2017).

## Filmografia
- À l'abri les enfants (1998)
- Lila dit ça (2004)
- Sleeper Cell (2005)
- L'Attentat (2012)
- Affaire étrangère (2013)
- Baron Noir (2016)
- L'insulte (2017)